# Petr Stančík
Petr Stančík (* 9. června 1968 Rychnov nad Kněžnou) je český spisovatel; básník, prozaik, esejista, dramatik a textař.

## Život
Oba autorovi rodiče jsou učitelé. Matka je také náčelnice a cvičitelka Sokola, otec výtvarník a řezbář. Petr Stančík maturoval v roce 1985 na gymnáziu v Hradci Králové. Studoval Pedagogickou fakultu v Hradci Králové, obor čeština a výtvarná výchova.
Studium nedokončil. Do roku 1989 vystřídal řadu manuálních zaměstnání, pracoval také v pivovaru. V letech 1989–1991 studoval režii na DAMU v Praze, ze školy však odešel.
V letech 1992–1995 působil jako televizní režisér, od roku 1995 se živil jako tvůrce a poradce v oboru komerční i nekomerční komunikace. Za svou činnost získal 9 cen Louskáček za nejkreativnější českou reklamu. Od roku 2016 je spisovatelem na volné noze. Sám se označuje za přesvědčeného monarchistu.

## Dílo
První veřejně otištěný text autora byla esej Smrt živá, která vyšla roku 1990 v časopisu Iniciály.

Do konce roku 2006 většinou publikoval pod pseudonymem Odillo Stradický ze Strdic, od roku 2007 pod svým občanským jménem. Pseudonym vznikl z obdivu k dekadentním básníkům, jako byl zejména Jiří Karásek ze Lvovic. Svůj pseudonym nechal zemřít 26. prosince 2006. 

Jeho texty byly přeloženy do angličtiny, francouzštiny, španělštiny, němčiny, polštiny, bulharštiny, maďarštiny, litevštiny, slovinštiny, chorvatštiny, makedonštiny i albánštiny.
Kromě literatury se věnuje také historii pozdního středověku, zejména zbořené gotické kapli Božího Těla a Krve na Novém Městě pražském a Bratrstvu obruče s kladivem.

### Historie
- Kaple Božího Těla a Krve a Bratrstvo obruče s kladivem (Krasoumná jednota 2015) ISBN 978-80-904510-8-7
- Nejstarší zobrazení novoměstské kaple Božího Těla a Krve na picím rohu Václava IV. (Bratrstvo obruče s kladivem 2018) ISBN 978-80-907110-0-6
- Praha ožralá (s Radimem Kopáčem, Academia 2021) ISBN 978-80-200-3179-2
- Kafkova abeceda (s Radimem Kopáčem, ilustrace Štěpán Mareš, Malvern 2024) ISBN 978-80-7530-486-5
- Praha kafkovská (s Radimem Kopáčem, Academia 2024) ISBN 978-80-200-3593-6
- Praha mordýřská a zlodějská (s Radimem Kopáčem, Academia 2025) ISBN 978-80-200-3566-0

### Próza
- Obojí pramen (NPDN 1993)
- Admirál čaje (Český spisovatel 1996) ISBN 8020206094
- Zlomená nadkova (Petrov 1997) ISBN 80-7227-007-9
- Fosfen (Petrov 2001) ISBN 80-7227-098-2
- Pérák (Druhé město 2008) ISBN 978-80-7227-267-9
- Mlýn na mumie. Převratné odhalení komisaře Durmana. (Druhé město 2014) ISBN 978-80-7227-358-4. Ocenění: Magnesia Litera 2015 za prózu
- Andělí vejce (Druhé město 2016) ISBN 978-80-7227-385-0. Ocenění: Kniha roku 2016 v anketě Lidových novin, 4.–6. místo
- 100 miliard neuronů (Škoda Auto 2017) ISBN 978-80-270-3120-7, https://backendstories.skoda-kariera.cz Archivováno 6. 5. 2021 na Wayback Machine.
- Nulorožec (Druhé město 2018) ISBN 978-80-7227-411-6
- Pravomil aneb Ohlušující promlčení (Druhé město 2021) ISBN 978-80-7227-864-0. Knihu v roce 2023 uvedlo v režii Tomáše Dianišky Divadlo v Dlouhé (premiéra 18.3.2023)
- Zasvěcení temnotou (Druhé město 2024) ISBN 978-80-7227-906-7

### Poezie
- První kost božího těla (Petrov 1997)
- Zpěv motýlů (Petrov 1999) ISBN 80-7227-041-9
- Černý revolver týdne (Petrov 2004) ISBN 80-7227-189-X
- Virgonaut (Druhé město 2010) ISBN 978-80-7227-293-8

### Pro děti a mládež
- Mrkev ho vcucla pod zem (Meander 2013) ISBN 978-80-87596-23-4
- Jezevec Chrujda točí film (Meander 2014) ISBN 978-80-87596-40-1
- Jezevec Chrujda staví nejdřív urychlovač a pak zase pomalič (Meander 2015) ISBN 978-80-87596-63-0
- Jezevec Chrujda našel velkou lásečku (Meander 2016) ISBN 978-80-87596-91-3
- O Díře z Trychtýře (Argo 2016) ISBN 978-80-257-2006-6
- Jezevec Chrujda dobývá vesmír (Meander 2017) ISBN 978-80-7558-011-5
- Napůlkočkanapůlpes (Svojtka & Co. 2017), spolu s Alžbetou Stankovou. ISBN 978-80-256-2312-1
- H2O a tajná vodní mise (Abramis 2017) ISBN 978-80-87618-01-1. Ocenění: Zlatá stuha 2018 v kategorii beletrie pro děti.
- Jezevec Chrujda prochází divočinou (Meander 2018) ISBN 978-80-7558-038-2
- Dům myšek ABC (Meander 2018) ISBN 978-80-7558-053-5. České básničky ke knížce nizozemské autorky Kariny Schaapmanové.
- H2O a poklad šíleného oka (Abramis 2018) ISBN 978-80-8761-802-8
- Fíla, Žofie a Smaragdová deska (Mladá fronta 2018) ISBN 978-80-204-4984-9
- Jezevec Chrujda ostrouhá křen (Meander 2019) ISBN 978-80-7558-071-9
- Ohou? Kolik má kdo nohou? (Meander 2019) ISBN 978-80-7558-076-4
- Jezevec Chrujda zakládá pěvecký sbor netopejrů (Meander 2019) ISBN 978-80-7558-097-9
- H2O a pastýřové snů (Abramis 2019) ISBN 978-80-87618-03-5
- Jezevec Chrujda vyhání koronavirus (Meander 2020) ISBN 978-80-7558-150-1
- Jezevec Chrujda krotí kůrovce (Meander 2020) ISBN 978-80-7558-131-0
- H2O a záhada Zlaté slzy (Abramis 2021) ISBN 978-80-87618-04-2
- Faustův dům a díra do stropu (Meander 2021) ISBN 978-80-755-8174-7
- Pohádky pro zlobivé bagry (Pikola 2022) ISBN 978-80-242-8287-9
- Jezevec Chrujda hledá poklad (Meander 2022) ISBN 978-80-7558-142-6
- H2O a zkázonosný prstenec (Abramis 2023) ISBN 978-80-87618-05-9
- Jezevec Chrujda a jak přetekla trpělivost (Meander 2023) ISBN 978-80-7558-232-4
- Jezevec Chrujda a záhada žlutých jazyků (Meander 2024) ISBN 978-80-7558-274-4
- Tři malostranští kostlivci (Meander 2024) ISBN 978-80-7558-268-3

### Audioknihy
- Mlýn na mumie (Tympanum 2015), podle stejnojmenného románu; vypráví Ivan Řezáč a Zdeněk Maryška, režie Dimitrij Dudík, hudební doprovod gregoriánského chorálu mnichů z belgického kláštera. Ocenění: absolutní vítěz v soutěži Audiokniha roku 2015 a zároveň 1. cena za nejlepší četbu.
- Nekonečná pohádka o nenažraném bagrovi, in: Nadýchané pohádky pro slané sladké děti (Klub nemocných cystickou fibrózou 2019)
- Nulorožec (Audioberg 2019), podle stejnojmenného románu; vyprávějí Pavel Rímský a Arnošt Goldflam
- Andělí vejce (Audioberg 2020), podle stejnojmenného románu; vypráví Lukáš Hlavica
- Fíla, Žofie a Smaragdová deska (Audioberg 2020), podle stejnojmenné knihy pro děti; vypráví Martin Myšička
- H2O a tajná vodní mise (OneHotBook 2020), podle stejnojmenné knihy pro děti; vypráví Jiří Lábus. Ocenění: Audiokniha roku 2020, 1. místo v kategorii pro děti a mládež
- H2O a poklad šíleného oka (OneHotBook 2020), podle stejnojmenné knihy pro děti; vypráví Jiří Lábus
- H2O a pastýřové snů (OneHotBook 2020), podle stejnojmenné knihy pro děti; vypráví Jiří Lábus
- Pravomil aneb Ohlušující promlčení (OneHotBook 2021), podle stejnojmenného románu; vypráví Pavel Batěk, Jan Vlasák a Jitka Ježková
- H2O a záhada Zlaté slzy (OneHotBook 2021), podle stejnojmenné knihy pro děti; vypráví Jiří Lábus
- H2O a zkázonosný prstenec (OneHotBook 2023), podle stejnojmenné knihy pro děti; vypráví Jiří Lábus
- Zasvěcení temnotou (OneHotBook 2020), podle stejnojmenného románu; vypráví Martin Písařík

### Rozhlasová tvorba
- Matná Kovářka (Český rozhlas 1997), podle stejnojmenné povídky z knihy Admirál čaje; přednáší Radovan Lukavský, výběr hudby a režie Dimitrij Dudík.
- Srdcadlo (Český rozhlas 1997), výběr básní ze sbírky První kost božího těla; recituje Ivan Trojan, režie Dimitrij Dudík.
- Obojí pramen (Český rozhlas 2002), dramatizace stejnojmenné knihy; účinkují Petr Pelzer, Lukáš Hlavica, Jiří Lábus, Otakar Brousek st. a Věra Slunéčková, zvukový design Michal Rataj, režie Dimitrij Dudík.
- Pérák (Český rozhlas 2008), 12 dílů čtení na pokračování podle stejnojmenné knihy, účinkují Dana Černá, Přemysl Rut, Aleš Procházka a Petr Stančík, hudba Přemysl Rut, dramaturgie Pavel Kácha, rozhlasová úprava a režie Dimitrij Dudík.
- Virgonaut (Český rozhlas 2010), výběr básní ze stejnojmenné sbírky, recitují Milan Bahúl a Jan Novotný, zvukový design Michal Rataj, režie Dimitrij Dudík.
- Ctiborova dobrodružství v podzemní zemi (Český rozhlas 2012), podle knihy Mrkev ho vcucla pod zem, účinkuje Vladimír Čech, úprava a režie Dimitrij Dudík.
- Až se ostří lepí na prst. Masový vrah a kanibal z Motola. 5 dílů z cyklu Kriminální příběhy z Čech, Moravy a Slezska. (Český rozhlas, Praha 2017), účinkují Jiří Černý, Tomáš Černý, Pavel Rímský. Dramaturgie Klára Fleyberková, režie Dimitrij Dudík.
- Výročí Wagnera na ostří nože. Čtyřnásobný vrah ze Sacramenta. 5 dílů z cyklu Kriminální příběhy z Čech, Moravy a Slezska. (Český rozhlas 2018). Účinkují Jan Hartl, Aleš Procházka a Taťjana Medvecká. Dramaturgie Klára Fleyberková, režie Dimitrij Dudík.
- Parzifallův pád (Český rozhlas 2018). Účinkuje Jiří Hromada. Dramaturgie Klára Fleyberková, režie Lukáš Hlavica.
- H2O a tajná vodní mise (Český rozhlas 2019), 7 dílů čtení na pokračování podle stejnojmenné knihy. Režie Dimitrij Dudík, účinkuje Taťjana Medvecká.
- Ďáblova kostrč (Český rozhlas 2022). Režie Anna Vošalíková, účinkuje Jakub Žáček.
- Zabíjačka zlatého prasátka (Český rozhlas 2023). Režie Anna Vošalíková, účinkuje Jakub Žáček.
- Pláč tisíce křišťálových očí (Český rozhlas 2024). Režie Anna Vošalíková, účinkuje Jakub Žáček.
- K smrti silné voňavky (Český rozhlas 2025). Připravila Petra Hynčíková, režie Jakub Doubrava, Účinkuje Kajetán Písařovic.

### Televizní tvorba
- Jezevec Chrujda (Česká televize 2022), 7 dílů Večerníčka. Námět a scénář Petr Stančík, výtvarnice Lucie Dvořáková, režie David Súkup, namluvil Jiří Lábus.

### Drama
- Svatá… svatá? svatá! Ludmila (Větrné mlýny 2002)
- Starý dobrý Nový (Oldřich) (Krasoumná jednota 2023) ISBN 978-80-904510-7-0

### Literární věda
- Ryby katedrál. Antologie české poesie XX. století v Čechách, na Moravě a ve Slezsku (Petrov 2002) ISBN 80-7227-116-4
- Orgie obraznosti. Sborník ke třetímu výročí smrti Odilla Stradického ze Strdic (Krasoumná jednota 2009) ISBN 978-80-904510-0-1

### Zastoupen ve sbornících
- Lepě svihlí tlové (Petrov 2002)
- Jaszmije Smukwijne. Almanach współczesnej poezji czeskiej (Katowice 2004) ISBN 83-921851-0-2
- Duchovní kuchařka, in: 7edm 2006 (Theo 2006) ISBN 80-239-7367-3
- Mrdotaurus, in: Co to je toto? Sborník k sedmdesátinám Ivana Wernische (Druhé město 2012) ISBN 978-80-7227-321-8
- Dvě cesty Toníka Dvořáka, in: Miliónový časy. Povídky pro Adru (Argo 2014) ISBN 978-80-257-1029-6
- Kabinet sedmi probodnutých knih, in: Praha noir (Paseka 2016) ISBN 978-80-7432-765-0
- Ahaswehrmacht, in: Ve stínu Říše (Epocha 2017) ISBN 978-80-7557-083-3
- The Cabinet of Seven Pierced Books, in: Prague noir (Akashic Books, Brooklyn, New York 2018) ISBN 9781617755293. Do angličtiny přeložila Miriam Margala.
- Pumpa, in: Město mezi zelenými kopci (Listen 2018) ISBN 978-80-7549-895-3
- Caput mortuum, in: Ve stínu apokalypsy (Epocha 2018) ISBN 978-80-7557-156-4
- Infernographia perpetua, in: Ve stínu magie (Epocha 2019) ISBN 978-80-7557-218-9
- Poslední cesta hřbitovního trolejbusu, in: Linka 110. 110 let MHD v Českých Budějovicích (Dopravní podnik města České Budějovice 2019) ISBN 978-80-270-7005-3
- Proč se velikonoční vejce malují na červeno, in: Hurá! Jsou tu Velikonoce (Mladá fronta 2020) ISBN 978-80-204-5652-6
- Turbína a mordýrna, in: Krvavý Bronx (Host a Druhé město 2020) ISBN 978-80-7227-436-9
- Kar v karanténě, in: Za oknem : 19 spisovatelů proti covid-19 (Prostor 2020) ISBN 978-80-7260-451-7
- Dar smrtelnosti, in: ROBOT100: Povídky (Argo 2020) ISBN 978-80-257-3341-7
- Zapomenuté umění zapomnění, in: Tenkrát o Vánocích (Listen 2021) ISBN 978-80-242-7767-7
- Křísení utopeného boha, in: У чехів. Антологія сучасного чеського оповідання (А-БА-БА-ГА-ЛА-МА-ГА, Київ 2021)
- Brýle pandaemonia, in: Bizarropolis (Carcosa 2022) ISBN 978-80-88243-68-7
- Koule a kyselina + Větší než vesmír, křehčí než motýlí křídlo, in: Všeobecná deklarace lidských práv v povídkách, ilustracích a rozhovorech (Nakladatelství 65. pole 2022) ISBN 978-80-88268-71-0
- Pogo andělů na špičce jehly, in: Kapuce od mikiny (Celé Česko čte dětem, o.p.s., Ostrava 2022) ISBN 978-80-11-01033-1
- Dutý septagon, in: Hlubiny města: Antologie mysteriózní a fantastické prózy (Epocha 2023) ISBN 978-80-278-0116-9
- Plné zuby masa, in: Příšerná hostina (Slovart 2023) ISBN 978-80-276-0479-1
- Na konec světa a dál do nebe, in: Krev, monstra a cukroví: Sborník fantastických vánočních povídek (Epocha 2023) ISBN 978-80-278-0155-8

### Překlady
- El molino de momias, el descubrimiento revolucionario del comisario Durman /Mlýn na mumie/ (Tropo Editores, Barcelona 2016), do španělštiny přeložil Daniel Ordoñez
- Młyn do mumii, czyli Przewrotne odkrycie komisarza Durmana /Mlýn na mumie/ (Stara Szkoła, Wołów 2016), do polštiny přeložil Mirosław Śmigielski
- Múmiamalom Archivováno 10. 10. 2017 na Wayback Machine. /Mlýn na mumie/ (Metropolis Media, Budapest 2016), do maďarštiny přeložil Gábor Hanzelik, ISBN 9786155628047
- Melnica za mumii, ili Povratnoto razkritie na komisarja Durman /Mlýn na mumie/ (Izida, Sofia 2016), do bulharštiny přeložil Krasimir Prodanov
- The Cabinet of Seven Pierced Books, In: Prague Noir (Akashic Books, New York 2018), ISBN 9781617755293, překlad do angličtiny Miriam Margala
- Furda borz előbb részecskegyorsítót, majd részecselassítót épít /Jezevec Chrujda staví nejdřív urychlovač a pak zase pomalič/ (Csirimojó, Budapest 2018), do maďarštiny přeložil Gábor Hanzelik
- Furda borz filmet forgat /Jezevec Chrujda točí film/ (Csirimojó, Budapest 2019), do maďarštiny přeložil Gábor Hanzelik
- Pérák. Der Superheld aus Prag (edition clandestin, Švýcarsko 2019), do němčiny přeložila Maria Sileny
- Ctiborove pustolovine u podzemlju /Mrkev ho vcucla pod zem/ (Krug Knjiga, Zagreb 2019), do chorvatštiny přeložila Sanja Milićević Armada
- Bezrożec /Nulorožec/ (Wydawnictwo Dowody, Warszawa 2020), ISBN 9788365970442, do polštiny přeložila Elżbieta Zimna
- H2O y la misión acuática secreta /H2O a tajná vodní mise/ (Apache Libros, Spain 2020), ISBN 978-84-122530-9-2, do španělštiny přeložil Daniel Ordoñez
- H2O in skrivna vodna misija /H2O a tajná vodní mise/ (KUD Sodobnost International, Ljubljana 2021), ISBN 9789617132083, do slovinštiny přeložil Peter Svetina
- H2O i tajna vodena misija /H2O a tajná vodní mise/ (Ibis grafika, Zagreb 2021), ISBN 9789533630298, do chorvatštiny přeložila Sanja Miličevič Armada
- Die Verjährung /Pravomil aneb Ohlušující promlčení/ (Wieser Verlag, Klagenfurt/Celovec, Rakousko 2022) ISBN 9783990295519, do němčiny přeložila Raija Hauck
- H2O und die geheime Wassermission /H2O a tajná vodní mise/ (Drava Verlag, Klagenfurt/Celovec, Rakousko 2022) ISBN 9783991380085, do němčiny přeložila Raija Hauck
- Prawomił albo Niedawne przedawnienie /Pravomil aneb Ohlušující promlčení/ (Wydawnictwo Dowody, Warszawa 2024), ISBN 9788366778559, do polštiny přeložila Elżbieta Zimna